# ФК Аван Лидо
ФК Аван Лидо (на английски: Afan Lido F.C.; на уелски: Clwb Pêl-droed Afan Lido, Клуб Пеел-дройд Аван Лидо) е уелски футболен клуб, базиран в град Порт Толбът. Играе мачовете си на стадион Марстън Стейдиъм. Играе в Уелска Висша лига, която е първото ниво на уелския футбол. Цветовете на отбора са червено и жълто.